# Parabelbella elisabethae
Parabelbella elisabethae är en kvalsterart som beskrevs av Bulanova-Zachvatkina 1967. Parabelbella elisabethae ingår i släktet Parabelbella och familjen Damaeidae. Inga underarter finns listade i Catalogue of Life.